# Крчмарж, Михал (биатлонист)
Михал Крчмарж (чеш. Michal Krčmář; 23 января 1991, Врхлаби, Восточно-Чешская область, Чехословакия) — чешский биатлонист, серебряный призёр Олимпийских игр 2018 года в спринте, призёр чемпионатов мира 2020 и 2025 годов в смешанной эстафете.

## Карьера
Биатлоном начал заниматься с 2007 года, в возрасте 16 лет.
В юниорском возрасте становился призёром чемпионата мира и чемпионата Европы по биатлону среди юношей.
В сезоне 2011/2012 дебютировал на этапах Кубка мира. В 2013 году на чемпионате мира в чешском Ново-Месте Крчмарж вместе со своими партнерами занял 6-е место в эстафете.
В сезоне 2013/2014 на этапе во французском Анси спортсмен впервые набрал зачетные очки в розыгрыше Кубка мира, финишировав на 24-м месте в спринте.
15 января 2017 года на этапе Кубка мира в немецком Рупольдинге занял 3 место, обойдя россиянина Антона Шипулина.
В спринтерской гонке на Олимпийских играх в Корее, Михал показал второе время, уступив победителю немцу Арнду Пайфферу 4,4 секунды без промахов, и завоевал первую медаль, серебряную, на Олимпийских играх.
На летнем чемпионате мира 2018 в чешском Нове-Место-на-Мораве завоевал 3 медали: золотую в спринте и 2 серебряные, в смешанной эстафете и гонке преследования.

### Участие в Олимпийских играх
| Год  | Место проведения | Спринт  | Гонка преследования | Индивидуальная гонка | Масс-старт | Эстафета | Смешанная эстафета |
| ---- | ---------------- | ------- | ------------------- | -------------------- | ---------- | -------- | ------------------ |
| 2014 | Сочи             | —       | —                   | 61                   | —          | 11       | —                  |
| 2018 | Пхёнчхан         | Серебро | 30                  | 7                    | 26         | 7        | 8                  |

### Чемпионаты мира
| Год  | Место проведения | Спринт | Гонка преследования | Индивидуальная гонка | Масс старт | Эстафета | Смешанная эстафета | Сингл микст |
| ---- | ---------------- | ------ | ------------------- | -------------------- | ---------- | -------- | ------------------ | ----------- |
| 2013 | Нове-Место       | —      | —                   | —                    | —          | 6        | —                  | н/д         |
| 2015 | Контиолахти      | 59     | 57                  | —                    | —          | 6        | —                  | н/д         |
| 2016 | Осло             | 24     | 22                  | 5                    | 22         | 5        | 6                  | н/д         |
| 2017 | Хохфильцен       | 61     | —                   | 6                    | 22         | 10       | 7                  | н/д         |
| 2019 | Эстерсунд        | 44     | 25                  | 23                   | 28         | 4        | 6                  | —           |
| 2020 | Антерсельва      | 23     | 39                  | 27                   | —          | 13       | 3                  | 14          |
| 2021 | Поклюка          | 11     | 22                  | 27                   | 26         | 13       | 11                 | —           |
| 2023 | Оберхоф          | 14     | 19                  | 8                    | 27         | 4        | 5                  | 14          |
| 2024 | Нове-Место       | 19     | 18                  | 26                   | 24         | 7        | 14                 | —           |
| 2025 | Ленцерхайде      | 23     | 23                  | 8                    | 23         | 6        | 2                  | —           |

## Достижения
- Серебряный призёр чемпионата Мира среди юниоров (1): 2012 (эстафета).
- Бронзовый призёр чемпионата Европы среди юниоров (2): 2011 (спринт и преследование).

### Общий зачет в Кубке мира
- 2013/2014 — 84-е место (17 очков)
- 2014/2015 — 51-е место (99 очков)
- 2015/2016 — 23-е место (384 очка)
- 2016/2017 — 17-е место (498 очков)
- 2017/2018 — 29-е место (253 очка)
- 2018/2019 — 21-е место (392 очка)
- 2019/2020 — 21-е место (308 очков)
- 2020/2021 — 23-е место (381 очко)